# دیو شولتز (کشتی‌گیر)
دیوید لِسلی شولتز (به انگلیسی: David Leslie Schultz؛ ۶ ژوئن ۱۹۵۹ – ۲۶ ژانویهٔ ۱۹۹۶) کشتی‌گیر اهل ایالات متحده آمریکا در دستهٔ ۷۴ کیلوگرم کشتی آزاد بود. او برندهٔ هفت مدال قهرمانی جهان و المپیک شامل مدال طلای المپیک ۱۹۸۴ لس آنجلس، مدال طلای قهرمانی کشتی جهان در سال ۱۹۸۳ و سه مدال نقره و دو برنز در سال‌های ۱۹۸۲، ۱۹۸۵، ۱۹۸۶، ۱۹۸۷ و ۱۹۹۳ بود. او همچنین دارای افتخارات بسیار دیگری از جمله مدال طلای بازی‌های پان امریکن در ۱۹۸۷ و سه عنوان قهرمانی در جام جهانی کشتی بود.
او به همراه برادرش مارک شولتز، از معدود برادرانی هستند (در کنار برادران سایتیف و بلوگلازوف) که هردو موفق به کسب مدال طلای المپیک و قهرمانی جهان در ورزش کشتی شده‌اند. او در سال ۱۹۹۶ توسط دوست نزدیکش جان دپوینت با شلیک گلوله به قتل رسید.
فیلم فاکس‌کَچِر بر اساس قسمتی از زندگی و همچنین مرگ این ورزشکار ساخته شده است.